# Archidiocèse de Beira
L'archidiocèse métropolitain de Beira est l'un des trois archidiocèses du Mozambique ; il est situé dans le centre du pays. Son siège est à Beira, la deuxième du pays par le nombre d'habitants, située dans la province de Sofala. 
Les diocèses suffragants sont Chimoio, Gurué, Quelimane et Tete. Il a été érigé en archidiocèse le 4 juin 1984, à partir du diocèse de Beira. 
Mgr Jaime Gonçalves et archevêque de Beira du 4 juin 1984 au 14 janvier 2012.